# Fiona Steil-Antoni
Fiona Steil-Antoni, née le 10 janvier 1989 à Niederkorn (Luxembourg), est une joueuse d'échecs luxembourgeoise qui détient également la nationalité française.

## Biographie
Son père lui a appris à jouer aux échecs à l'âge de neuf ans. Un an plus tard, Steil-Antoni rejoint l'équipe nationale et est désormais entraîné par Vlastimil Jansa. À l'été 2015, elle a terminé ses études en gestion d'événements à l'université métropolitaine de Londres avec une maîtrise. Elle est commentatrice pour chess24.com depuis début 2016[réf. nécessaire].

## Parcours
Steil-Antoni a notamment joué pour l'équipe Luxembourg à l'olympiade d'échecs de 2010 et au championnat d'Europe d'échecs des nations. Elle permet à son équipe de remporter la médaille de bronze au 2009 European Small Nations Team Chess Championship, qui s'est déroulé à Andorre-la-Vieille.
Steil-Antoni détient le titre de Maître international féminin (WIM) depuis 2010, et elle a satisfait aux normes requises dans la compétition féminine lors de l'olympiade d'échecs de 2006 à Turin, lors du Championnat du monde junior U18 féminin en 2007 à Kemer, en décembre 2007 au 4e Open International de Vandœuvre-lès-Nancy et en juillet 2008 au 7e Open International WGM de Condom, dans le Gers, en France,.

## Clubs
En Division nationale luxembourgeoise, Steil-Antoni a joué pour Le Cavalier Differdange de 2004 à 2007 et pour Gambit Bonnevoie de 2008 à 2010 ; depuis 2013, elle joue pour The Smahings Pawns Bieles, avec qui elle a également participé à la Coupe d'Europe des clubs 2013 et 2014.
En France, Steil-Antoni a joué lors de la saison 2002-2003 et depuis 2006 pour le Club de Vandœuvre-Échecs. Avec ce club, elle a remporté le championnat de France féminin par équipe en 2012 et participé de 2006 à 2009 quatre fois de suite la Coupe d'Europe des Clubs pour les femmes.
Dans la British Four Nations Chess League, elle joue pour le Cheddleton and Leek Chess Club depuis 2010 et a également participé à la Coupe d'Europe des clubs 2015. En Allemagne, Fiona Steil -Antoni a joué lors de la saison 2004-2005 pour le SK Holsterhausen dans la ligue féminine et est venue occasionnellement entre 2007 et 2010 dans l'Oberliga Baden pour la troisième équipe de l'OSG Baden-Baden.